# Донабейт (станция)
Донабейт — железнодорожная станция, открытая 25 мая 1844 года и обеспечивающая транспортной связью одноимённый посёлок в графстве Фингал, Республика Ирландия. Станция расположена в центре посёлка.

## Будущее/Развитие
В соответствии с Transport 21, планируется продлить движение электропоездов DART от станции Малахайд, через Донабейт, до станции Балбригган, и завершить работы по электрификации этого участка в 2015 году.